# Google Fuchsia
Fuchsia是Google开发的操作系统，與基于Linux内核的ChromeOS和Android等不同，Fuchsia基于新的名为Zircon的微内核，受Little Kernel启发，用于嵌入式系统，主要使用C语言和C++编写。Fuchsia的设计目标之一是可运行在众多的设备上，包括移动电话和个人电脑。經過多年的發展，它的正式產品發布於第一代Google Nest Hub上，取代了其原來基於Linux的Cast OS。

Fuchsia的初代标识是个品紅色的无限符号。

作为免费和开源软件分发，采用三句版BSD，MIT和Apache 2.0软件许可证。

## 历史
2016年8月，媒体报道了发布于GitHub上的神秘源码，显示Google正在开发一个名为“Fuchsia”（「品紅色」的英文）的新操作系统，虽然官方没有正式公布，其源码检查显示其能够跨平台运行，包括“汽车的娱乐媒体系统和嵌入式设备，如红绿灯、数码手表、智能手机、平板电脑与个人电脑”。
2017年5月，Ars Technica编写了关于Fuchsia的新用户界面的文章，从8月首次披露时的命令行界面上升级，以及开发人员表示“此项目不是玩具项目，不是20%时间项目，不是我们不再关心的死去的项目的垃圾场”，多家媒体写到“Fuchsia项目”和Android似乎有密切联系，有人猜测Fuchsia可能是“重做”或替换Android以在某种程度上修复该平台上的问题。
2017年11月，对Swift语言提供了初始支持。
2018年1月3日，Google允许开发者以Google Pixelbook为目标设备，下载Fuchsia OS进行开发与测试。
2018年4月，Fuchsia的原始碼出現在AOSP的ART當中，疑似是AOSP已經開始將ART移植至Fuchsia上，但原始碼仍處於被註釋處理的狀態。
2019年6月28日，Fuchsia OS的开发者网站Fuchsia.dev上线。
2020年12月8日，首度在Google Open Source 部落格亮相，籲開發者來做出貢獻。
2021年5月，Google員工證實，它首次在消費者市場部署了Fuchsia，這是對第一代Google Nest Hub的軟體更新，該軟體取代了基於Chromecast的軟體，不過此更新不包含面向使用者的更改。 對預覽版設備進行第一波更新後，該更新於2021年8月推出至所有Nest Hub設備。

## 特性
Fuchsia的用户界面与应用使用“Flutter”开发。Flutter是一个能为Fuchsia、Android和iOS进行跨平台开发的开发框架，基于Dart创建应用，能让应用达到120FPS的高性能。
得益于Flutter提供的跨平台能力，用户可以在Android设备上安装一部分Fuchsia。Ars Technica注意到尽管用户可以测试Fuchsia，但是并不“可用”。他们还补充，尽管能看出Fuchsia与Android的界面有很多相似之处，比如应用屏幕、设置彩蛋和同时浏览多个应用的分屏功能等，但“全都只是占据位置而不可用”。
Ars Technica注意到Fuchsia的很多部分都能工作，尤其是硬件支持。